# Christin Wurth-Thomas

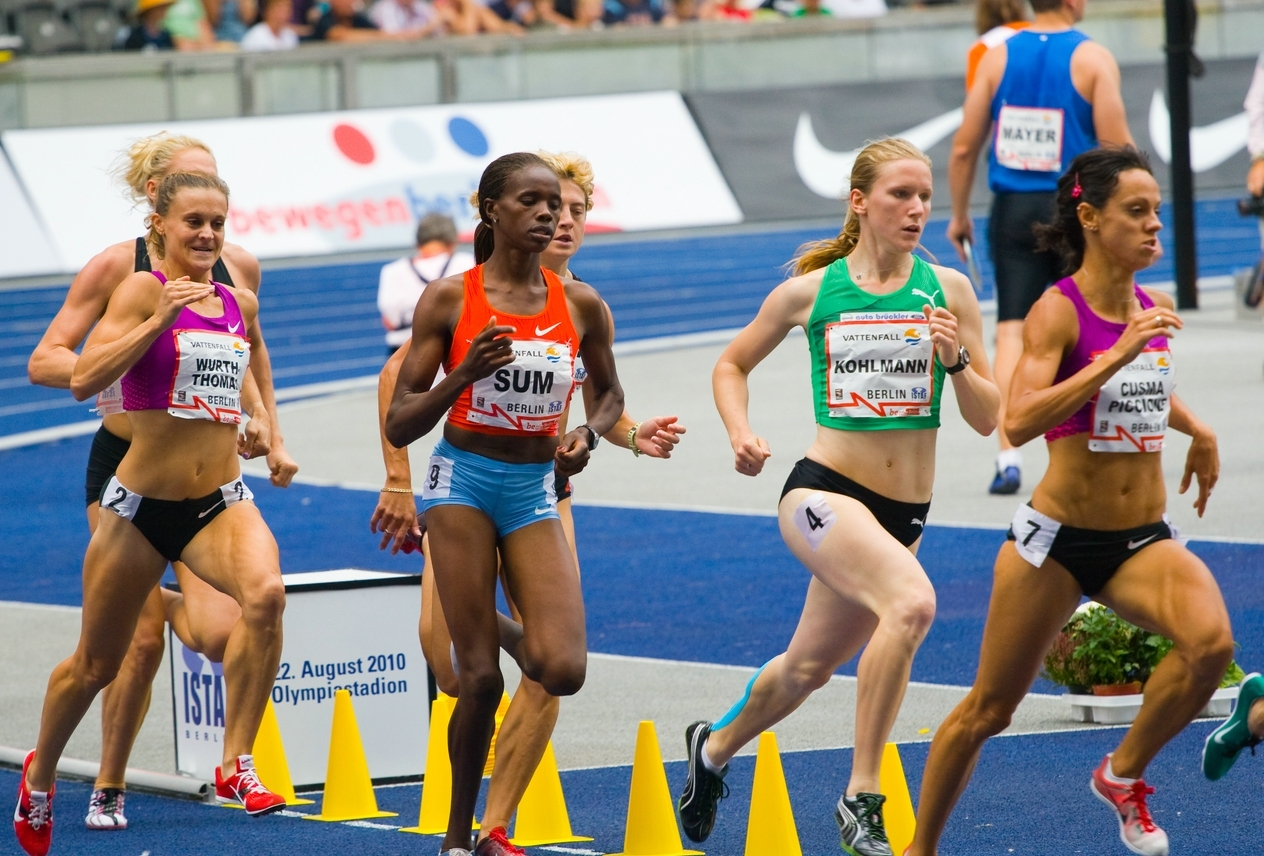
Christin Wurth-Thomas (à gauche) lors du meeting de Berlin 2010

Christin Wurth-Thomas (née le 11 juillet 1980) est une athlète américaine, spécialiste du demi-fond éthiopien.
Ses meilleurs temps sont :
- 800 m : 1:59.35 à Monaco 	28/07/2009
- 1 500 m : 3:59.98 à Rome 	10/07/2009

## Divers résultats
- Vainqueur du Prefontaine Classic en 2005